# Stanisław Klepański
Stanisław Klepański (ur. 25 lipca 1917 w Kotermaniu, zm. 19 lutego 2018 roku w Ciechanowie) – polski wojskowy, ułan, kapelmistrz i działacz kombatancki.

## Życiorys
Mając osiem lat, zamieszkał razem z rodzicami w Ciechanowie. Po ukończeniu szkoły podstawowej pomagał rodzicom w prowadzeniu gospodarstwa. Pracował następnie jako uczeń u elektryka. Od 1935 roku grał w orkiestrze pułkowej i był żołnierzem, od 1938 w szwadronie liniowym. Absolwent szkoły podoficerskiej przy 11 pułku ułanów Legionowych w Ciechanowie z maja 1939. W październiku 1939 roku miał otrzymać awans na podoficera. Podczas kampanii wrześniowej walczył w macierzystym pułku w stopniu kaprala pod Chorzelami, Wyszkowem, Mińskiem Mazowieckim, Łukowem, Garwolinem, Chełmem i Suchowolą. 24 września został ranny podczas walk pod Suchowolą. Trafił do szpitala w Zamościu, skąd w październiku 1939 pieszo powrócił bocznymi drogami do Ciechanowa. Pracował w urzędzie pocztowym i cukrowni.
Po wojnie przez wiele lat prezes Stowarzyszenia Żołnierzy 11 Pułku Ułanów Legionowych i Ich Rodzin, a także przez blisko 30 lat kapelmistrz orkiestry dętej OSP Ciechanów; był także nauczycielem.
Zmarł 19 lutego 2018 roku jako ostatni żyjący ułan na ziemi ciechanowskiej. Był drugim najstarszym żyjącym ułanem z 11 pułku Ułanów Legionowych, obecnie żyje jedynie 2 lata starszy Franciszek Karpa. 22 lutego pochowano go na Cmentarzu Komunalnym w Ciechanowie.
Został odznaczony Krzyżem Komandorskim Orderu Odrodzenia Polski, Krzyżem Walecznych oraz innymi odznaczeniami.